# 오감만족! 생방송 Tvio
오감만족! 생방송 Tvio는 OBS경인TV에서 2007년 12월 31일부터 2008년 6월 20일까지 평일 오후 5:00 ~ 7:00에 방송했던 정보 쇼 프로그램이다. 현재는 종영됐고, 후속으로는 생방송 투유가 방송된다.

## 출연자

### 진행자
- 신영일 - 프리랜서 아나운서. (전 KBS 아나운서)
- 유진영 - OBS 아나운서. (전 부산MBC 아나운서)

원래 개그맨 강성범이 메인MC를 맡을 예정이었으나, 강성범이 생방송 5BS 진행을 맡게 되면서, 프리 아나운서 신영일이 진행하게 되었다.

### 출연자
- 이미진
- 윤석주
- 유상무

## 프로그램 명칭에 관해
Tvio는 TV와 라디오(Radio)의 합성어이며, TV와 라디오의 특성을 접목시킨 구성을 의미한다.

## 주요 코너
- Tvio 교통센터 - 교통정보와 고속버스, 철도 잔여좌석을 안내하고있다.
- 생활문화 핫클릭 - 화제가 되고 있는 생활 정보를 소개한다.
- Tvio 특별한 저녁식사
- 아하! 생활의 발견

### 요일별 코너
- 도전! 퀴즈 서바이벌 (월 ~ 목) - 인터넷을 통한 쌍방향 퀴즈코너로, 인터넷이 설치된 곳이면 어디든지 방송이 가능한 <Tvio 방송 시스템>을 통하여 진행한다.
- (월요일) OBS 최고의 5분을 찾아라! - 지난 한 주 동안 OBS에서 가장 화제가 된 프로그램, 최고의 시청률을 올렸던 코너에 대한 5분간의 하이라이트 구성.
- (화요일) 사운드 오브 쿵짝 - 초대 가수의 삶 이야기도 듣고, 노래도 배워보는 코너.
- (수요일) 2008 베이징 올림픽! 당신을 응원합니다. - 베이징 올림픽에 출전하는 전 종목을 소개하고, 금메달 유망주를 만나보는 베이징 올림픽 관련 특별코너. 인기 종목은 물론 비인기 종목까지 소개하여, 베이징 올림픽에 대한 시청자들의 관심을 높이는 것이 목적이다.
- (목요일) 환상의 주(zoo)인공 - 애완견 전성시대를 맞아 가족보다 동물을 더 사랑하는 별난 사람, 별난 동물이야기, 캐릭터 강한 동물의 일상을 보여준다.

## 오프닝
오프닝은 방송 개시일인 2007년 12월 31일부터 종료일인 2008년 6월 20일까지 계속 사용되었다.
2부의 경우 Tvio 로고송이 나온 후, 스튜디오의 모습이 나오면서 프로그램 로고 아래에 '2부'라고 나온 뒤, 이후에 제공스폰서 안내가 나오며, 광고 후에 시작.

## 로고송
영화 OST로 잘 알려져있는 밴드인 타카피의 곡이다.
로고송 들어보기